# Hanns-Christoph Nägerl
Hanns-Christoph Nägerl (* 24. Februar 1967 in Göttingen) ist ein deutscher Experimentalphysiker. Seit 2011 ist er ordentlicher Professor für Experimentalphysik an der Universität Innsbruck. 2017 wurde er mit dem Wittgenstein-Preis ausgezeichnet, der mit 1,5 Millionen Euro dotiert ist.

## Leben
Hanns-Christoph Nägerl studierte ab 1987 an der Universität Göttingen Physik, das Studium schloss er 1994 mit Diplom ab. Anschließend begann er in Göttingen ein Doktoratsstudium, 1996 folgte er Rainer Blatt nach Innsbruck, wo er 1998 promovierte. Bis 2000 war er als Postdoktorand am California Institute of Technology, danach kehrte er nach Innsbruck als Assistent ans Institut für Experimentalphysik zurück, wo er sich 2006 habilitierte und im Oktober 2011 zum ordentlichen Professor für Experimentalphysik berufen wurde.
2008 war er eines der Gründungsmitglieder der Jungen Akademie bzw. Jungen Kurie an der Österreichischen Akademie der Wissenschaften. 2016 nahm er am Science-Slam Innsbruck mit einem Vortrag über Bosonen und Fermionen teil.
In seiner wissenschaftlichen Arbeit beschäftigt er sich unter anderem mit der Erforschung von Quantendrähten, Supraleitung, Quantengasen und Quantenvielteilchensystemen.

## Auszeichnungen
- 2003: Start-Preis[1]
- 2010: Rudolf-Kaiser-Preis
- 2011: Consolidator Grant des Europäischen Forschungsrates (ERC)[1]
- 2017: Wittgenstein-Preis[1]
- 2018: ERC Advanced Grant[5][6]
- 2018: Laureate Fellowship des Australischen Forschungsrats[7][8]
- 2025: ERC Advanced Grant[9][10]